# Батики Передні
Батики Передні (Бацики-Бліжше, пол. Baciki Bliższe) — село в Польщі, у гміні Сім'ятичі Сім'ятицького повіту Підляського воєводства. Населення — 285 осіб (2011).

## Історія
Батики вперше згадуються 1469 року. У минулому належало магнатам, поблизу діяли фільварки.
У 1975—1998 роках село належало до Білостоцького воєводства.

## Демографія
Демографічна структура станом на 31 березня 2011 року:
|          | Загалом | Допрацездатний вік | Працездатний вік | Постпрацездатний вік |
| -------- | ------- | ------------------ | ---------------- | -------------------- |
| Чоловіки | 136     | 20                 | 98               | 18                   |
| Жінки    | 149     | 28                 | 78               | 43                   |
| Разом    | 285     | 48                 | 176              | 61                   |